# Luighi
Luighi Hanri Sousa Santos (São Paulo, 30 de abril de 2006), conhecido simplesmente como Luighi, é um futebolista profissional brasileiro que joga como atacante pelo Palmeiras.

## Carreira
No Palmeiras desde os 10 anos de idade, Luighi foi apontado pela imprensa como um dos jogadores da chamada "Geração do Bilhão do Palmeiras", ao lado de Endrick, Estevão Willian e Luis Guilherme. Representando o Brasil, ele participou da Copa do Mundo Sub-17 da FIFA de 2023, fazendo 5 aparições e marcando 2 gols.
Em 26 de junho de 2024, Luighi foi promovido de forma definitiva à equipe profissional do Palmeiras pelo técnico Abel Ferreira. Estreou-se profissionalmente em 7 de julho de 2024, em partida contra o Bahia.
Na noite do dia 6 de março de 2025, Luighi, do Palmeiras, sofreu uma ofensa racista cometida por um torcedor do Cerro Porteño e uma cusparada de outro torcedor durante o jogo entre o time brasileiro e outro paraguaio, em partida válida pela Copa Libertadores da América sub-20 no Paraguai. Luighi recebeu o apoio de todos os times brasileiros do Campeonato Brasileiro de Futebol da Série A.

## Honras
Palmeiras (juvenil) 
- Campeonato Brasileiro Sub-20 : 2024
- Campeonato Brasileiro Sub-17 : 2022, 2023
- Copa do Brasil Sub-17 : 2022, 2023
- Campeonato Paulista Sub-20: 2023
- Campeonato Paulista Sub-17: 2022

## Links externos
- «Perfil de Luighi». em Soccerway